# اوروگی، ناگانو
اوروگی، ناگانو (به لاتین: Urugi, Nagano) یک منطقهٔ مسکونی در ژاپن است که در Shimoina District واقع شده‌است. اوروگی ۴۳٫۴۳ کیلومترمربع مساحت و ۶۰۵ نفر جمعیت دارد.